# Megan McCarthy
Megan Maire McCarthy (* 20. September 1966) ist eine ehemalige US-amerikanische Fußballspielerin.

## Karriere

### Vereine
McCarthy begann in Springfield (Virginia) beim Braddock Road Youth Club mit dem Fußballspielen. Während ihrer Zeit an der James W. Robinson Secondary School in Fairfax spielte sie von 1981 bis 1984 für die Rams, die Schulsportmannschaft der Bildungseinrichtung. 1983 und 1984 wurde sie als NSCAA High School All-American ausgewählt und führte die Rams zur Meisterschaft in Virginia.
Im Jahr 1984 begab sie sich an das College of William & Mary in Williamsburg, um ein Studium zu beginnen. Für das Sport-Team der Bildungseinrichtung, Tribe genannt, kam sie in Meisterschaftsspielen der Colonial Athletic Association innerhalb der NCAA Division I zum Einsatz.
Während ihrer Profikarriere spielte sie in der Saison 1988/89 für den italienischen Erstligisten und in Prato ansässigen ACF Prato und von 1995 bis 1998 für Maryland Pride in der 1995 gegründeten USL W-League, die zweithöchste Spielklasse im US-amerikanischen und kanadischen Frauenfußball. Am Ende der zweiten Spielzeit ging sie mit ihrer Mannschaft als Meister aus dieser Spielklasse hervor.

### Nationalmannschaft
McCarthy gehörte im Jahr 1984 der US-amerikanischen U19-Nationalmannschaft an.
Für die US-amerikanische A-Nationalmannschaft bestritt sie in acht Jahren 42 Länderspiele. Ihr Debüt erfolgte am 5. Juli 1987 beim 3:0-Sieg im Freundschaftsspiel gegen die Nationalmannschaft Norwegens in Minneapolis. Mit der Mannschaft nahm sie auch am Premierenturnier um den Algarve-Cup 1994 teil. Im ersten Spiel der Gruppe A kam sie noch nicht zum Zuge; im zweiten Spiel, beim 1:0-Sieg über die Nationalmannschaft Schwedens am 18. März in Vila Real de Santo António, wurde sie für Tiffeny Milbrett in der 46. Minute eingewechselt. Bei der 0:1-Finalniederlage am 20. März in Faro gegen die Nationalmannschaft Norwegens wurde sie für Sarah Rafanelli eingewechselt. Ihren letzten Einsatz für die USSF hatte sie am 14. April 1994 in San Fernando (Trinidad und Tobago) im Drei-Nationen-Turnier beim 4:1-Sieg über die Nationalmannschaft Kanadas.

## Erfolge
Nationalmannschaft
- Algarve-Cup-Finalist 1994

Maryland Pride
- USL W-League-Meister 1996

## Auszeichnungen
| - Aufnahme in die - Robinson Rams Hall of Fame 2013 - Virginia High School Hall of Fame 2008 - Virginia-DC Soccer Hall of Fame 2003 - College of William and Mary Athletic Hall of Fame 1999 - Würdigung mit der - Ehrenmedaille der National Soccer Hall of Fame 2001 | - Nationalspielerin des Jahres 1988 - NCAA Collegiate Player of the Year 1987 - ISAA/NCAA Collegiate Player of the Year 1987 - NCAA College All-American player 1985, 1986, 1987 - NCAA Co-Freshman of the Year 1984 - Mitglied der NSCAA High School All-American 1983, 1984 |

## Sonstiges
McCarthy verblieb nach ihrem Studium ein Jahr lang an dieser Bildungseinrichtung und übte die Funktion einer Co-Trainerin aus, wie auch im Jahr 1993 an der George Mason University in Fairfax, nachdem sie aus Italien zurückgekehrt war. Den Cheftrainer der Wildcats an der Centreville Highschool unterstützte sie von 1993 bis 1999 und von 2004 bis 2005. Cheftrainerin selbst war sie von 1999 bis 2005 beim Braddock Road Youth Club.
Megan war nach ihrer Spielerkarriere ab dem Jahr 1993 eine Zeitlang Lehrerin für Mathematik an der Centreville Highschool in Clifton, Virginia tätig.